# Argiolestes kula
Argiolestes kula är en trollsländeart som beskrevs av Ronald A. Englund och Polhemus 2007. Argiolestes kula ingår i släktet Argiolestes och familjen Megapodagrionidae. Inga underarter finns listade i Catalogue of Life.